# فيبي توماس
فيبي توماس (بالإنجليزية: Phoebe Thomas)‏ هي ممثلة بريطانية، ولدت في 12 أبريل 1983.

## وصلات خارجية
- فيبي توماس على موقع IMDb (الإنجليزية)
- فيبي توماس على موقع أول موفي (الإنجليزية)
- فيبي توماس على موقع قاعدة بيانات الفيلم (الإنجليزية)
- فيبي توماس على موقع كينوبويسك (الروسية)